# Huzija I.
Huzija I. (hetitsko Ḫu-uz-zi-i̯a[-aš]) je bil kralj Hetitov (Staro kraljestvo), ki je vladal pet let okoli 1466-1461 pr. n. št. (kratka kronologija).

## Življenjepis
Po podatkih v Telipinujevem razglasu so morilci takoj po smrti kralja Amune ubili Titijo in Hantilija in Huzija je  ostal edini kandidat za njegovega naslednika. Večina hetitologov domneva, da sta bila Titija in Hantili Amunova sinova, Huzija pa drugorazredni kandidat za hetitski prestol.
Huzija je imel sestro Isparajo, ki se je poročila s Telipinujem. Telipinu je kasneje odstavil Huzijo, ga izgnal iz kraljestva in sam zasedel njegovo mesto.
Huzijo so med Telipinujevim vladanjem v nasprotju z njegovim ukazom umorili.